# FK Širvėna

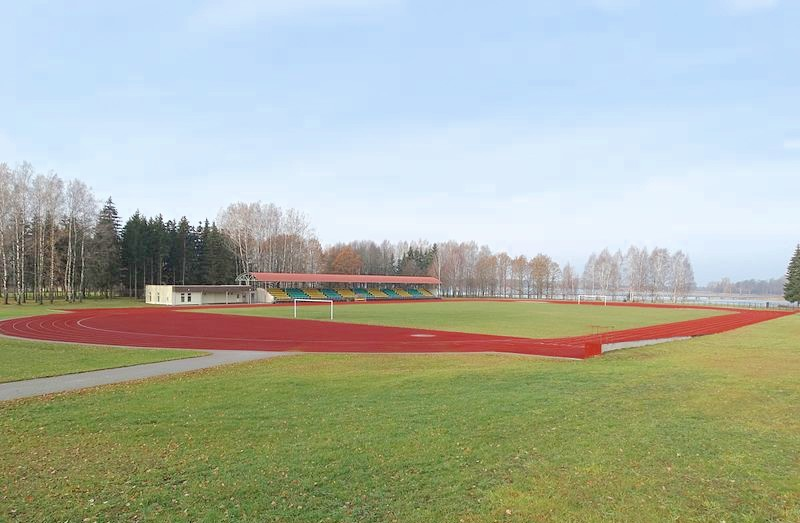
Hemmaarenan Biržų stadionas.

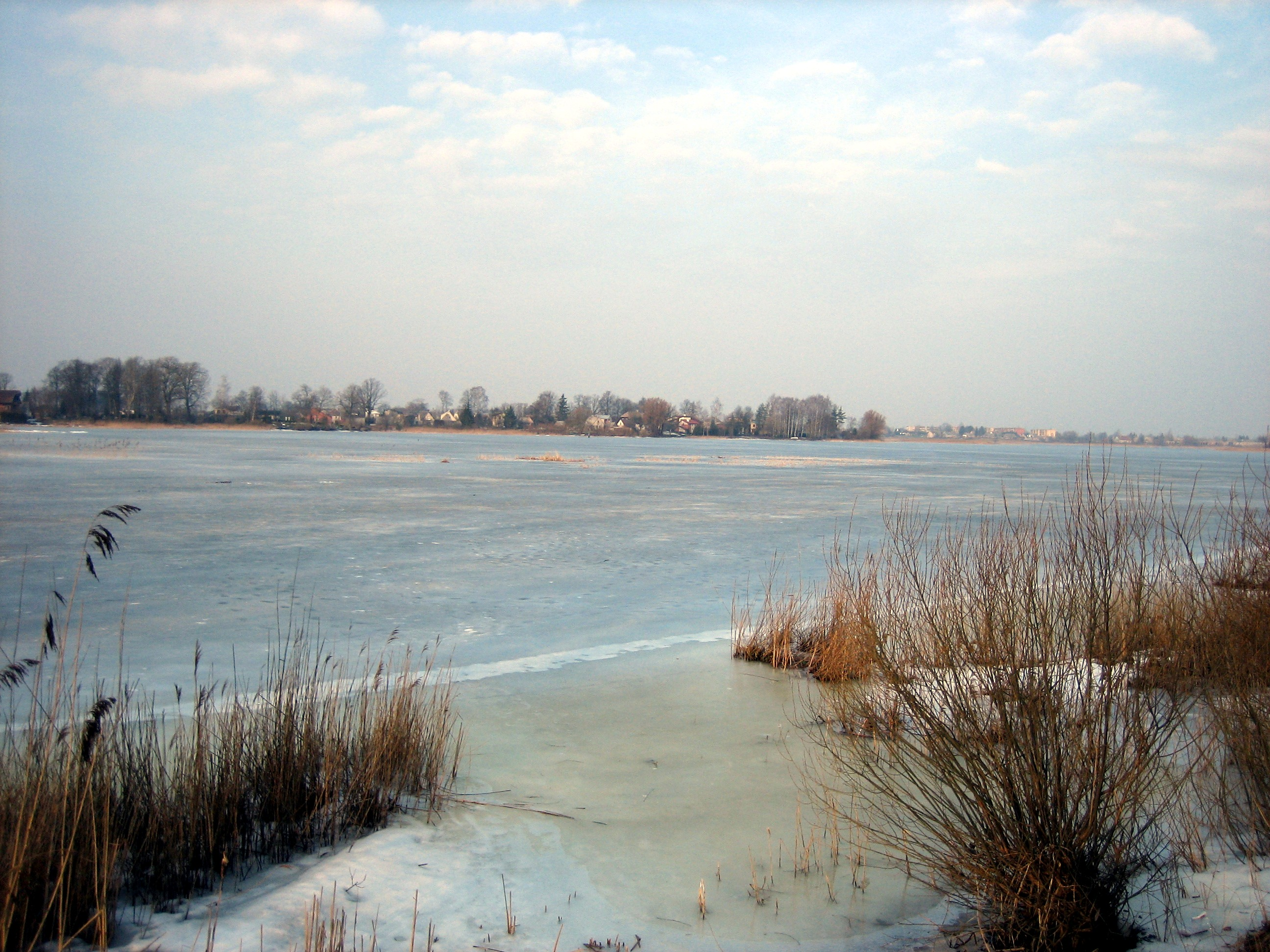
Širvėna sjö på vintern.

Širvėna är en fotbollsklubb från staden Biržai i Litauen som grundades 1948.  
Klubben spelar i Antra Lyga – den litauiska tredje nivå.

## Placering tidigare säsonger
| Säsong | Nivå | Liga    | Placering |
| ------ | ---- | ------- | --------- |
| 1953   | 2    | B klasė | 2         |
| 1954   | 2    | B klasė | 2         |
| 1955   | 2    | B klasė | 2         |
| 1956   | 2    | B klasė | 2         |
| 1957   | 2    | B klasė | 2         |

| Säsong | Nivå | Liga                     | Placering | Referens |
| ------ | ---- | ------------------------ | --------- | -------- |
| 2013   | 3    | Antra lyga (Vakarų zona) | 3         | [ 1 ]    |
| 2014   | 3    | Antra lyga (Vakarų zona) | 6         | [ 2 ]    |
| 2015   | 3    | Antra lyga (Vakarų zona) | 1         | [ 3 ]    |
| 2016   | 3    | Antra lyga (Vakarų zona) | 7         | [ 4 ]    |
| 2017   | 3    | Antra lyga (Vakarų zona) | 2         | [ 5 ]    |
| 2018   | 3    | Antra lyga (Vakarų zona) | 8         | [ 6 ]    |
| 2019   | –    | –                        | –         |          |
| 2020   | –    | –                        | –         |          |
| 2021   | 4    | Trečia lyga (Panevėžys)  | 4         | [ 7 ]    |
| 2024   | 3    | Antra lyga               |           |          |